# Señorita Panamá 2005
Señorita Panamá 2005 la 23.ª edición del concurso Señorita Panamá y 40.ª celebración del concurso Miss Panamá se llevó a cabo en el Centro de Convenciones Vasco Núñez Panamá, Panamá, el sábado 24 de septiembre de 2005.
Alrededor de 15 participantes de todo Panamá compitieron por la prestigiosa corona. Señorita Panamá 2004 Rosa María Hernández de Los Santos coronó a María Alessandra Mezquita de Panamá Centro como la nueva Señorita Panamá. 
Este año la final se llevó a cabo en dos partes, la de Señorita Panamá Universo, el sábado 24 y el Señorita Panamá Mundo el viernes 23. Se celebró la competencia final titulada "Señorita Panamá Mundo" donde se anunció a la ganadora del título Señorita Panamá Mundo. Melissa Piedrahita Señorita Panamá Mundo 2003 de Panamá Centro coronó a Anna Isabella Vaprio de Panamá Centro como su sucesora al final del evento.
Quince concursantes compitieron por el título nacional.
Mezquita compitió en la 55 ª edición del concurso Miss Universo 2006, se celebró en el Shrine Auditorium en Los Ángeles, EE. UU. el 23 de julio de 2006. Por otra parte Vaprio compitió en la 55° edición de Miss Mundo, que se celebró en el Teatro Crown of Beauty en Sanya, República Popular de China el 10 de diciembre de 2005.

## Resultado final
| Resultado final       | Concursante                                     |
| --------------------- | ----------------------------------------------- |
| Señorita Panamá 2005  | - Panamá Centro - Alessandra Mezquita           |
| Señorita Panamá Mundo | - Panamá Centro - Anna Isabella Vaprio Medaglia |
| 1.ª finalista         | - Panamá - Isis Rengifo                         |
| 2.ª finalista         | - Panamá - Debbie González                      |
| 3.ª finalista         | - Darién - Sorángel Matos                       |

### Premios Especiales
| Resultados Finales                      | Diseñador         | Tema              | Concursante     |
| --------------------------------------- | ----------------- | ----------------- | --------------- |
| Mejor Traje nacional para Miss Universo | Jorge Crespo      | “Canal de Panamá” | Isis Rengifo    |
| 1.er finalista                          | Hidalgo Candanedo |                   | Alejandra Perea |
| 2.º finalista                           | Clinio García     |                   | Sasha Carlton   |

| Premio           | Concursante      |
| ---------------- | ---------------- |
| Miss Simpatía    | Gladys Espinosa  |
| Chica L’Oreal    | Gladys Espinosa  |
| Miss Fotogenica  | Sasha Carlton    |
| Chica Cover Girl | Sasha Carlton    |
| Mejor Rostro     | Anna Vaprio      |
| Mejor Cabellera  | Anna Vaprio      |
| Mejor Piel       | Delia Montenegro |
| Miss Internet    | Nadya Henrick    |
| Mejor Cuerpo     | Debbie González  |

### Jueces
- César Evora – actor
- Rodolfo Friedmann - cantante
- Charlie Cuevas
- Rogelio González
- Lucy Romero
- Mónica Naranjo
- Carlos Magallón

## Concursantes
Estas son las concursantes seleccionadas para esta edición.
| Representa    | Concursante                    | Edad | Estatura (m) | Residencia             |
| ------------- | ------------------------------ | ---- | ------------ | ---------------------- |
| Panamá        | Anna Vaprio Medaglia           | 21   | 1.78         | Panamá                 |
| Panamá        | Isis Rengifo                   | 22   | 1.76         | Panamá                 |
| Colón         | Nadya Lya Hendricks Martínez   | 20   | 1.68         | Colón                  |
| Panamá Centro | María Alessandra Mezquita      | 21   | 1,80         | Panamá                 |
| Panamá Oeste  | Gladys Graciela Espinoza Solís | 24   | 1.70         | Chorrera               |
| Panamá        | Debbie González Shaw           | 23   | 1.65         | Panamá                 |
| Los Santos    | Delia Montenegro               | 21   | 1.73         | La Villa de los Santos |
| Panamá        | Sasha Carlton Arias            | 20   | 1.71         | Panamá                 |
| Panamá        | Mayra Ibeth Matos Martínez     | 19   | 1.76         | Panamá                 |
| Panamá        | Alejandra Perea Mejía          | 22   | 1.73         | Medellín               |
| Panamá        | Doris Achon                    | 21   | 1.66         | Panamá                 |
| Panamá        | Aliana Yaneth Khan Zambrano    | 22   | 1.67         | Panamá                 |
| Panamá        | Noemí Cristina Cortés Fajardo  | 20   | 1.67         | Panamá                 |
| Panamá Este   | Anais Mabel Velásquez Pérez    | 24   | 1.78         | Panamá                 |
| Darién        | Sorángel Matos Arce            | 20   | 1.74         | Yaviza                 |

## Significado histórico
- Panamá Centro pasa a la ronda final por año consecutivo y ganó el título.

## Calendario de eventos
- martes 20 de julio presentación final a la prensa en el Hotel Radisson Decapolis.[6]
- jueves 22 de julio entrevista con el jurado.
- viernes 23 noche final de coronación, Señorita Panamá para Miss Mundo y Mejor Traje Nacional.
- sábado 24 noche final, coronación Señorita Panamá 2005.